# سیاهرگ میان‌دنده‌ای برتر
سیاهرگ میان‌دنده‌ای برتر (انگلیسی: Supreme intercostal vein) یک سیاهرگ جفتی است که اولین فضای میان‌دنده‌ای را در سمت مربوطه خود تخلیه می‌کند.
معمولاً به سیاهرگ بازویی‌سری (ورید براکیوسفالیک) تخلیه می‌شود. از طرف دیگر، به سیاهرگ میان‌دنده‌ای فوقانی یا سیاهرگ مهره‌ای سمت مربوطه خود تخلیه می‌شود.

## اهمیت بالینی
این سیاهرگ دریچه ندارد، این نکته مهمی است که در مورد گسترش متاستازهای سرطان مطرح می‌شود.

## تصاویر

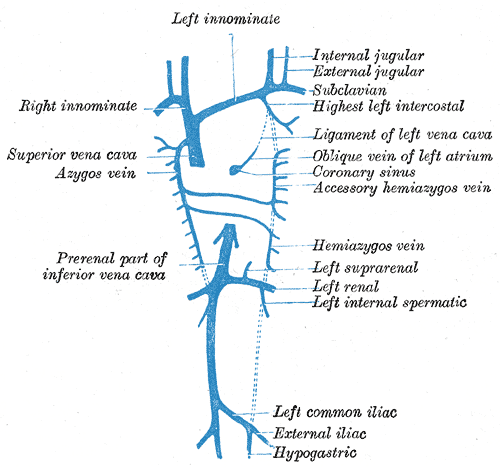
نمودار نشان‌دهندهٔ تکمیل توسعه سیاهرگ‌های جداری.